# Оболенський Євген Петрович
Євге́н Петро́вич Оболе́нський (*6 жовтня 1796, Новомиргород — †26 лютого 1865, Калуга) — князь, поручик лейб-гвардії Фінляндського полку, старший ад'ютант гвардійської піхоти, декабрист.

## Біографія

### Ранні роки
Народився в Новомиргороді Херсонської губернії. Батько — князь Оболенський Петро Миколайович, дійсний статський радник, тульський губернатор. Мати — Кашкіна Анна Євгенівна. Виховувався вдома французькими гувернерами. 1814 року вступив до служби юнкером до 1 навчальної роти лейб-гвардії артилерійської бригади. 1816 — прапорщик 1817 року був переведений до лейб-гвардії Павловського полку. 1818 — підпоручик. у 1819 році — поручик, був призначений старшим ад'ютантом в 2 гвардійський піхотний дивізіон. 1 лютого 1824 — переведений до лейб-гвардії Фінляндського полку, старший ад'ютант піхоти при генерал ад'ютанті К. І. Бістромі з 21 квітня 1825 року.

### Декабрист
Член Союзу благоденства (з 1817 року) і Північного товариства (член Корінної думи з 1824 року), учасник повстання на Сенатської площі. Брав активну участь в переговорах Північного товариства з Південним товариством. Оболенський був згодний на встановлення республіки в Росії і вбивство імператора; членів родини імператора мав намір вивезти за кордон. В 1825 році у Москві створив управу Північного товариства. Був учасником всіх нарад, що відбувались у Рилєєва. Брав активну участь у підготовці повстання 14 грудня 1825 року. На квартирі Оболенського проходили збори всіх військових учасників повстання, яких він спонукав до початку дій для досягнення цілей таємного товариства. Під час повстання поранив багнетом графа Мілорадовича, який намагався відрадити солдатів від військового виступу. 14 грудня 1825 року Оболенський був обраний диктатором повстання замість Трубецького Сергія Петровича, який не з'явився.

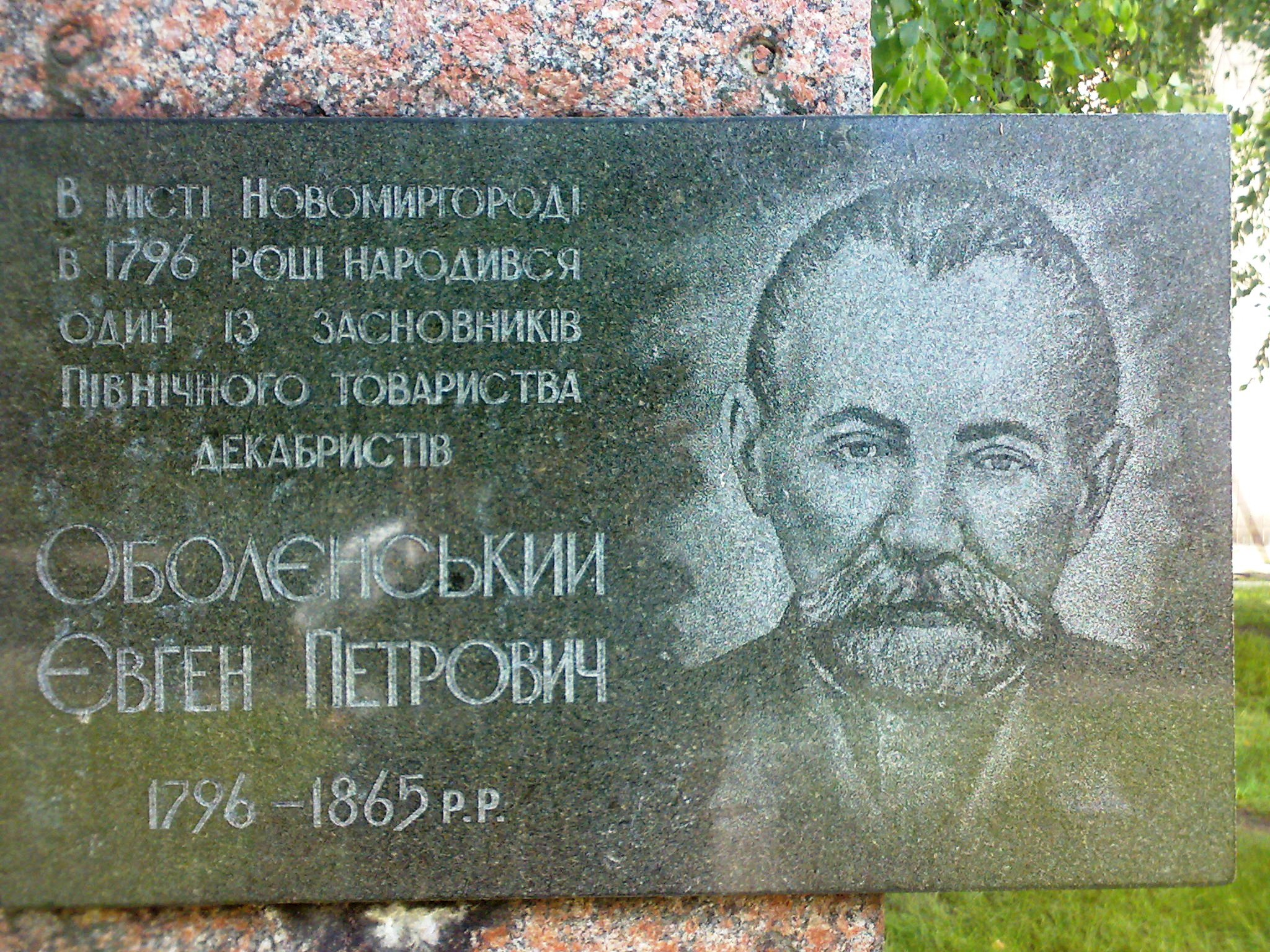
Меморіальна дошка Євгену Оболенському в Новомиргороді.

### У Сибіру
Був заарештований 14 грудня 1825 року, 15 грудня переведений в Петропавлівську фортецю у Олексіївський равелін. Засуджений по 1 розряду до позбавлення чинів, дворянства і в каторжну роботу довічно. Оболенський був відправлений до Сибіру 21 липня 1826 року. 22 серпня 1826 строк каторги був скорочений до 20 років. Каторгу відбував у Читинському острозі і Петровському заводі. Прибув до Петровського заводу в вересні 1830 року. У 1832 році термін каторги був скорочений до 15 років, у 1835 — до 13 років. 10 липня 1839 року — виведений на поселення в с. Ітанцу Іркутської губернії, потім до Турінська, 1842 року дозволене переведення до Ялуторовська. За амністією 26 серпня 1856 року був поновлений у правах і виїхав із Ялуторовська 11 листопада 1856 року. Жив у Калузі, де і помер.
Дружина — Баранова Варвара Самсонівна, вільновідпущена селянка чиновника Блохіна. Дозвіл на шлюб від 15 грудня 1845 року.

### Мемуарист
Написав спогади про Рилєєва та про своє життя у Сибіру. Князь Голіцин опублікував їх у 1861 році в журналі «Будущность», який сам видавав у Парижі, № 9 — 12. Потім переклав спогади Оболенського французькою мовою ї надрукував їх окремою книгою (1862).

## Пам'ять
- У Калузі в тамтешньому будинку Євгена Оболенського розташована обласна бібліотека з меморіальною кімнатою та пам'ятною табличкою.
- У рідному місті декабриста Новомиргороді в 1970-ті роки встановлено меморіальну дошку; його ім'я носить одна з вулиць.